# 6255 Kuma
Kuma (asteróide 6255) é um asteróide da cintura principal com um diâmetro de 22,72 quilómetros, a 2,6419967 UA. Possui uma excentricidade de 0,0362259 e um período orbital de 1 657,79 dias (4,54 anos).
Kuma tem uma velocidade orbital média de 17,98929858 km/s e uma inclinação de 5,11468º.
Este asteróide foi descoberto em 5 de Dezembro de 1994 por Akimasa Nakamura.